# Atriplex turbinata
Atriplex turbinata là loài thực vật có hoa thuộc họ Dền. Loài này được (R.H.Anderson) Aellen mô tả khoa học đầu tiên năm 1937.